# LIFE PROBE
『LIFE PROBE』（ライフ・プローブ）は、LAMP IN TERRENのメジャー2枚目のアルバム(1枚目のフルアルバム)。2015年7月1日にA-Sketchから発売された。

## 解説
前作『silver lining』より半年ぶりのアルバムで、LAMP IN TERREN初のフルアルバム。
人生探査機という意味である今作は、これまで自分たちの世界の中での物語だったが、今回は“リスナーの心に届けること/未来へ踏み出す旅”というイメージで名づけられた。 
映画『夫婦フーフー日記』主題歌「ボイド」ほか、全10曲を収録。アルバムリリースに先駆けて「ボイド」は映画公開前の5月20日に先行配信&TSUTAYA限定レンタルをスタートした。

## 収録曲
全楽曲作詞・作曲∶松本大
1. メイ [4:15]
2. 林檎の理 [5:31]
3. Grieveman [4:08]
4. reverie [3:55]
5. ボイド [4:45]
  - 映画『夫婦フーフー日記』主題歌
  - テレビ東京系『JAPAN COUNTDOWN』6月オープニングテーマ
6. 王様のひとり芝居 [3:37]
7. into the dark [5:00]
8. イツカの日記 [6:37]
9. multiverse [4:34]
10. ワンダーランド [3:53]